# Strasserismo
Strasserismo (alemão: Strasserismus ou Straßerismus) é uma corrente do nazismo baseada nas ideias dos irmãos Gregor Strasser e Otto Strasser, ambos membros do Partido Nazi. Os strasseristas ou nacionalistas revolucionários acreditam numa solução política de terceira posição em oposição ao comunismo e ao liberalismo. O strasserismo veio a influenciar diversos movimentos de extrema-direita no pós-guerra.

## Ideologia
O nome strasserismo passou a ser aplicado à forma de nazismo associada aos irmãos Strasser. Embora tenham estado envolvidos na criação do Programa Nacional Socialista de 1920, ambos exortaram o partido a comprometer-se a "quebrar os grilhões do capital financeiro". Essa oposição ao que os nazistas chamavam de Finanzkapitalismus (capitalismo financeiro) e raffendes Kapital (que se traduz aproximadamente como "capitalismo avarento" e significava "capitalismo judeu"), que eles contrastavam com o producionismo ou o que era denominado "capitalismo produtivo", foi compartilhado por Adolf Hitler, que o emprestou de Gottfried Feder.
Essa forma populista de anti-semitismo econômico foi defendida por Otto Strasser em Nationalsozialistische Briefe, publicado em 1925, que discutia noções de luta de classes, redistribuição de riqueza e uma possível aliança com a União Soviética. Sua continuação de 1930, Ministersessel oder Revolution (Assento do Gabinete ou Revolução), atacou a traição de Hitler ao aspecto socialista do nazismo, bem como criticou a noção do Führerprinzip. Embora Gregor Strasser tenha ecoado muitos dos apelos de seu irmão, sua influência na ideologia foi menor, devido à sua permanência no Partido Nazista por mais tempo e à sua morte prematura. Enquanto isso, Otto Strasser continuou a expandir seu argumento, pedindo o desmembramento de grandes propriedades e o desenvolvimento de algo semelhante a um socialismo de guildas, e o estabelecimento relacionado de uma câmara cooperativa do Reich para assumir um papel de liderança no planejamento econômico.
O strasserismo tornou-se uma vertente do nazismo que se apegou aos ideais nazistas anteriores, como o antissemitismo e o ultranacionalismo palingenético, mas acrescentou uma forte crítica ao capitalismo em bases antissemitas econômicas e enquadrou isso na demanda por uma abordagem econômica mais baseada no trabalhador. No entanto, é contestado se o strasserismo era uma forma distinta de nazismo. Segundo o historiador Ian Kershaw, "os líderes da SA [que incluía Gregor Strasser] não tinham outra visão do futuro da Alemanha ou outra política a propor". Os strasseritas defendiam a radicalização do regime nazista e a derrubada das elites alemãs, chamando a ascensão de Hitler ao poder de uma meia-revolução que precisava ser concluída.